# Pierfrancesco di Lorenzo de Médicis l'Ancien
Pour les autres membres de la famille, voir Famille de Médicis.
Pierfrancesco di Lorenzo de Médicis (dit l'Ancien pour ne pas le confondre avec son fils) (Florence, 1430 - 19 juillet 1476) est un banquier et un diplomate italien, membre de la famille Médicis.

## Biographie
Fils de Lorenzo l'Ancien et de Ginevra Cavalcanti, il est le  neveu de Cosme de Médicis, le cousin de Pierre le Goutteux et de facto prince de la cité en 1459.
Orphelin en 1440, il est recueilli par son oncle.
Il devient ambassadeur de la république de Florence auprès du pape en 1458, à Mantoue en 1463, et prieur des Arti en 1459.
Après la mort de Cosme en 1464, Pierfrancesco a d'abord été un partisan de Pierre, mais plus tard, prit parti contre lui, étant parmi les conspirateurs qui ont participé au coup d'État manqué de Luca Pitti en 1466. Pardonné par Pierre, il prend en charge la banque familiale.
De son mariage avec Laudomia Acciaioli, il a eu deux fils : Lorenzo (1463-1503) et Giovanni (1467-1498).

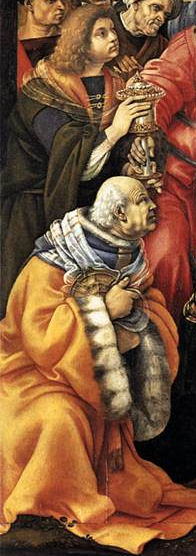
Adoration des Mages (Filippino Lippi). Détail avec Pierfrancesco de' Medici l'Ancien et son fils Giovanni il Popolano